# 任进
任进，男，国家行政学院行政法研究中心主任，法学教研部教授，博士生导师；兼任中共中央宣传部、教育部马克思主义理论研究和建设重点工程宪法学主要成员和主讲教师、国务院办公厅简政放权第三方评估组专家、北京市宪法学研究会副会长、北京市立法学研究会副会长、香港基本法澳门基本法研究会理事等。参与编写《中国大百科全书（第二版）》。主要从事宪法与国家机构组织法、地方制度、中央与地方关系、公务员制度、中外政治制度与行政体制、港澳基本法、法治政府与依法行政等研究，近年著有学术专著《比较地方政府与制度》（政治学系列教材，北京大学出版社2008年版）、《行政组织法教程》（行政法学系列教材，中国人民大学出版社2011年版）、《和谐社会视野下中央与地方关系研究》（国家社会科学基金重大项目成果，法律出版社2012年版）、《中外地方政府体制比较研究》（中外政府体制比较丛书，国家行政学院出版社2009年版）等，在《法学研究》、《中国法学》、《法学家》、《法学》、《法学杂志》、《国家行政学院学报》、《瞭望》等刊物上发表论文100余篇。

## 学习简历
- 1981-1985年：武汉大学法律系攻读并获得法学学士学位
- 1985-1988年：武汉大学法学院攻读并获得环境法学硕士学位
- 1991-1994年：中国人民大学法学院攻读并获得宪法学行政法学博士学位

## 工作简历
- 1988-1991年：湖北省人民代表大会常务委员会（期间在湖北省随州市挂职一年）
- 1994年至今：国家行政学院任教（期间于2007年到德国斯派尔行政大学作高级访问学者）
- 1994-1999年：经国家工商行政管理局批准兼任美国世达律师事务所（Skadden）北京代表处法律顾问

## 主要讲授课程
- 全面推进依法治国
- 推行政府权力清单制度
- 领导干部法治思维与法治方式
- 宪法和组织法前沿问题
- 现代宪法与国家政治体制
- 中国基本政治制度与政府架构（中英文）
- 中国政府架构及行政运行机制（中英文）
- 我国宪法与宪法的实施
- 纵向府际关系比较研究
- 我国中央与地方关系及其法治化
- 国家行政组织与大部门体制
- 中外地方制度比较研究
- 宪法与国家机构
- 公务员法与公务员制度（中英文）
- 公务员违纪处分与问责
- 反腐倡廉与廉政文化建设
- 弘扬宪法精神  推进法治政府建设
- 宪法与港澳基本法
- 行政组织法与政府机构改革
- 政府部门依法行政专题（案例教学）
- 法治政府建设与依法行政（以案例分析为中心）
- 依法按政策做好新时期信访工作
- 相对集中行政处罚权与城市管理（文化市场）综合执法
- 地方组织法与地方政府
- 监督法
- 选举法与代表法
- 行政程序法
- 行政许可与行政审批
- 行政处罚
- 行政立法
- 行政调解
- 依法按政策做好新时期纪检信访工作
- 行政复议与行政诉讼
- 行政强制法
- 国家赔偿法

## 代表著作
- 《比较地方政府与制度》（政治学系列教材，北京大学出版社2008年版）
- 《行政组织法教程》（行政法学系列教材，中国人民大学出版社2011年版）
- 《和谐社会视野下中央与地方关系研究》（国家社会科学基金重大项目成果，法律出版社2012年版）
- 《中外地方政府体制比较研究》（中外政府体制比较丛书，国家行政学院出版社2009年版）
- 《国家公务员依法行政读本》（国家行政学院出版社2001年版）
- 《监督法辅导读本》（人民出版社2006年版）
- 《公务员法学习问答》（国家行政学院出版社2005年版）
- 《行政组织法研究》（国家行政学院出版社2010年版）
- 《宪法》（合著，21世纪法学系列教材，中国人民大学出版社2009年版）
- 《宪法学》（合著，马克思主义理论研究和建设重点工程教材，人民出版社、高等教育出版社2011年版）
- 《中欧地方制度比较研究》（中欧公共管理项目，国家行政学院出版社2007年版）